# Pierre Thomine Desmazures
Pour les articles homonymes, voir Pierre Thomine-Desmazures.
Pierre Thomine Desmazures, né le 18 novembre 1901 à Évreux et mort le 23 mai 1965 à Hauterive (Orne) est un résistant français.

## Biographie
Quoique libéré de toute obligation militaire compte tenu de son âge et de sa situation familiale, Pierre Thomine Desmazures s'engage en septembre 1939 dans les forces armées. Fait prisonnier, il est incarcéré au Fort de Charenton puis libéré le 15 août 1941. 
Le 1er novembre 1942, il rejoint les rangs de la Résistance française comme agent P2 au sein du réseau Brandy organisé par André Jarrot et Christian Martell avec pour pseudonyme Pierre Deux. Il s'occupe de la réception de parachutistes anglais et américains, les héberge et participe à leur rapatriement en leur faisant franchir la ligne de démarcation. 
Dénoncé à la Gestapo, il est arrêté le 28 juin 1943 à son domicile de Neuilly-sur-Seine et est interné à la prison de Fresnes où il "conserve un silence courageux devant ses geoliers".
Le 21 janvier 1944, il est déporté, d'abord à Buchenwald puis au camp de concentration de Mauthausen  destiné à l'internement des "ennemis politiques incorrigibles du Reich" où il arrive le 25 février 1944.
Il rentre en France gravement malade le 23 mai 1945 après la libération du camp par les forces américaines. 

## Décorations
- Médaille de la Liberté (Medal of Freedom)[3]
- Croix de guerre 1939–1945 avec étoile d'argent[4]
- Médaille de la Résistance française par décret du 03 août 1946[5]